# Јадранско-подунавска банка
Јадранско-подунавска банка била значајна пословна банка у међуратној Краљевини Југославији. У време настанка зграде банке, 1924. године, била је трећа по величини комерцијална банка у држави.:130 Угашена је 1945. године, заједно са целим југословенским комерцијалним банкарским сектором.

## Опште информације
Основана је 1905. године у Трсту, који је у то време био део Аустроугарске.‍:135 Убрзо је развила мрежу филијала на далматинској обали и доминирала је банкарским тржиштем региона. У периоду од 1911. до 1913. у оквиру ње је пословала  Хрватска вјересијска банка у Дубровнику, а такође је преузела и Комерцијалну банку у Љубљани.
Засебно, Подунавско акционарско друштво основано је у Београду 1910. године од стране Српске банке у Загребу као филијала у Краљевини Србији.
Након Првог светског рата, седиште Јадранске банке у Трсту и пословање у Ријеци, Опатији и Задру, као и њена филијала у Бечу, где је током рата преместила функцију централе, постала је италијанска банка која је на крају пропала 1924. године. Пословање банке у новоформираној Краљевини СХС, којом се у почетку управљало из Љубљане, реорганизовано је године. 1921. од истих акционара као и из Јадранске банке а.д., са седиштем у Београду.:173
Дана 11. маја 1924. године, београдска Јадранска банка и Дунавско акционарско друштво спајају се у Јадранско-подунавску банку.:41 Њен први председник био је Владимир Матијевић, такође шеф Српске банке у Загребу. У то време банка је имала филијале на Бледу, Цавтату, Цељу, Дубровнику, Херцег Новом, Јелси, Корчули, Котору, Крању, Љубљани, Марибору, Метковићу, Преваљама, Сарајеву, Сплиту, Шибенику и Загребу. Банка је била тешко погођена европском банкарском кризом 1931. године, након које је затворила све филијале осим оне у Котору.:51  Није радила током Априлског рата 1941. године, а угашена је 1945.:109